# Pierrepont-sur-l’Arentèle
Pierrepont-sur-l’Arentèle település Franciaországban, Vosges megyében. Lakosainak száma 143 fő (2022. január 1.). Pierrepont-sur-l’Arentèle Destord, Fremifontaine, Grandvillers, Gugnécourt, Nonzeville és Sainte-Hélène községekkel határos.

## Népesség
A település népességének változása:
| Lakosok száma | 143  | 140  | 136  | 133  | 131  | 135  | 139  | 143  |
|               | 2013 | 2015 | 2017 | 2018 | 2019 | 2020 | 2021 | 2022 |